# 창의문로
창의문로(彰義門路, Changuimun-ro)는 서울특별시 종로구 효자동 136-1에서 부암동 202-2을 잇는 1.7km의 도로이다. 한양도성의 4소문(四小門) 중 하나였던 창의문 옆을 지나기 때문에 붙은 이름이다.

## 역사
- 1953년 : 서울도시계획도에 계획도로로 등장[1]
- 1966년 12월 26일 : 중앙청~효자동 간을 효자로(孝子路)로 명명
- 1972년 11월 26일 : 효자동~세검정 간을 효자로에 편입
- 1984년 11월 7일 : 칠궁을 기준으로 북쪽을 자하문길로 분리
- 1986년 7월 18일 : 자하문길을 창의문길로 개칭
- 2010년 7월 2일 : 창의문길을 창의문로로 개칭

## 노선
| 교차로      | 접속 노선    | 소재지 | 소재지     | 비고             |
| ----------- | ------------ | ------ | ---------- | ---------------- |
|             | 효자로       | 종로구 | 청운효자동 | 교차로 이름 없음 |
|             | 자하문로26길 | 종로구 | 청운효자동 | 교차로 이름 없음 |
|             | 자하문로28길 | 종로구 | 청운효자동 | 교차로 이름 없음 |
|             | 창의문로1길  | 종로구 | 청운효자동 | 교차로 이름 없음 |
|             | 자하문로35길 | 종로구 | 청운효자동 | 교차로 이름 없음 |
| 창의문앞    | 백석동길     | 종로구 | 부암동     |                  |
|             | 창의문로5길  | 종로구 | 부암동     | 교차로 이름 없음 |
| 창의문로9길 |              | 종로구 | 부암동     |                  |
|             | 자하문로     | 종로구 | 부암동     |                  |

## 부속도로
- ● : 전 구간 해당
- ▲ : 일부 구간 해당
- ✖ : 해당 없음

| 도로명         | 기점          | 종점          | 총연장 (m) | 차량 통행 가능 | 일방통행 | 소재지 | 소재지     |
| -------------- | ------------- | ------------- | ---------- | -------------- | -------- | ------ | ---------- |
| 창의문로1길    | 청운동 15-57  | 청운동 37-6   | 228        | ▲              | ✖        | 종로구 | 청운효자동 |
| 창의문로3길    | 부암동 251-21 | 부암동 329-13 | 212        | ✖              | ✖        | 종로구 | 부암동     |
| 창의문로5길    | 부암동 216-1  | 부암동 338-25 | 639        | ●              | ✖        | 종로구 | 부암동     |
| 창의문로5가길  | 부암동 269-7  | 부암동 21     | 484        | ●              | ✖        | 종로구 | 부암동     |
| 창의문로5나길  | 부암동 338-10 | 부암동 338-10 | 246        | ●              | ✖        | 종로구 | 부암동     |
| 창의문로5다길  | 부암동 338-25 | 부암동 22-1   | 179        | ✖              | ✖        | 종로구 | 부암동     |
| 창의문로7길    | 부암동 314-8  | 부암동 348-1  | 175        | ✖              | ✖        | 종로구 | 부암동     |
| 창의문로9길    | 부암동 312-2  | 부암동 382-39 | 436        | ▲              | ✖        | 종로구 | 부암동     |
| 창의문로9가길  | 부암동 382-66 | 부암동 369-35 | 302        | ▲              | ✖        | 종로구 | 부암동     |
| 창의문로10길   | 부암동 222    | 부암동 244-12 | 285        | ●              | ●        | 종로구 | 부암동     |
| 창의문로11길   | 부암동 222    | 부암동 369-35 | 420        | ▲              | ✖        | 종로구 | 부암동     |
| 창의문로11가길 | 부암동 292-1  | 부암동 382-67 | 220        | ●              | ✖        | 종로구 | 부암동     |
| 창의문로12길   | 부암동 222    | 부암동 216-1  | 189        | ▲              | ✖        | 종로구 | 부암동     |